# Terlago
Terlago, Terlingen (en allemand) est une ancienne commune italienne d'environ 1 900 habitants située dans la province autonome de Trente dans la région du Trentin-Haut-Adige dans le nord-est de l'Italie.  Elle fusionne le 1er janvier 2016 avec Padergnone et Vezzano pour former Vallelaghi.

## Géographie
Le toponyme vient du latin trilacum (« Trois-lacs ») : la commune compte en effet trois lacs, ceux de Lamar, de Terlago et le Lago Santo.

## Culture
L’église saint-Pantaléon actuelle date de 1537, mais elle a repris l'emplacement d'une église plus ancienne, au sommet d'un éperon rocheux battu par le vent, dominant Terlago et le lac de Lamàr. On peut voir les vestiges de l'église médiévale à l'extérieur de l'abside, côté nord : les restes d'une fresque et des armoiries attribuées à Dionigio di Castelbarco. Lédifice est à plan rectangulaire avec un toit à deux pentes. L’intérieur ne comporte qu'une nef, couverte d'une voûte à croisée simple ; le cycle des peintures murales est l’œuvre du Vicentin Francesco Verla (1518) : il comporte une vie de saint Sébastien et de saint Pantaléon, la Nativité, la Crucifixion, la Résurrection de Jésus et le Christ aux limbes.

## Administration
| Période                                  | Période | Identité | Étiquette | Qualité |
| ---------------------------------------- | ------- | -------- | --------- | ------- |
|                                          |         |          |           |         |
| Les données manquantes sont à compléter. |         |          |           |         |

### Communes limitrophes
Fai della Paganella, Molveno, Lavis (Italie), Zambana, Andalo, Trente (Italie), Vezzano